# Acestodor
Acestodor (grec antic: Ἀκεστόδωρος, llatí: Acestodorus) fou un historiador grec esmentat per Plutarc que va escriure un relat de la batalla de Salamina i altres coses.
Esteve de Bizanci parla d'un Acestodor de Megalòpolis, que va escriure una obra sobre algunes ciutats (περὶ πολέων), però no se sap si és el mateix personatge.